# Xenoperdix udzungwensis
Xenoperdix udzungwensis é uma espécie de aves da família Phasianidae. É a única espécie do gênero Xenoperdix.

## Subspécies
São reconhecidas duas subespécies:
- X. u. udzungwensis Dinesen, Lehmberg, Svendsen & Hansen & Fjeldså, 1994
- X. u. obscuratus Fjeldså & Kiure, 2003